# 国際先住民族言語年
国際先住民族言語年（こくさいせんじゅうみんぞくげんごねん）とは、2019年、国際連合が運営する国際年の行事である。目的は、言語、開発、平和、和解とのつながりを築き、世界中の先住民族の言語が絶滅の危機に瀕していることの影響についての意識を高めることである。

## 歴史
2016年12月19日、国際連合総会は先住民問題に関する国連常設フォーラムの決議（71/178）に基づき、2019年を先住民族の国際年として宣言した。総会決議は、この年の調整等の主導をする機関として、国連教育科学文化機関(UNESCO)に依頼した。

## 目的
国際民族言語年は、先住民族の言語が直面する、特に重大な開発、和解、優れた統治および平和構築のリスクに注目することを目的としている。それは、先住民族の言語や文化の継続性を再確認するために、生活の質の向上や、より広い国際協力と認知度の向上、異文化間コミュニケーションの強化を目的としている。
この年は、2010の持続可能な開発ための協議事項と、17の持続可能な開発目標を包含する、以下の3つのテーマで形成される活動を実施する予定である。これに参加するのは、参加可能な先住民や、国際連合機関、国家、学会、公的機関ないし私的機関、メディアである。
- 言語、情報通信技術を使用し、より多くの資料やコンテンツの作成、より幅広いサービスの提供を通じて、先住民族の言語の活性化と維持を支援する。 (Support)
- 先住民族の言語を保護し、先住民族の子供、若者、大人のための先住民言語に関する教育、情報、知識へのアクセスを作成し、データ収集を改善し、情報を共有する。 (Access)
- より広い社会文化的、経済的および政治的領域の中での先住民族および文化の知識領域や価値、ならびに伝統的なスポーツやゲームのような文化的慣行の主流化。 (Promotion)

この年は、主な5つの分野に介入する。
1. 理解、和解、国際協力の向上
2. 知識共有のための有利な条件の作成と先住民族の言語に関する優れた実践の普及
3. 固有言語の標準設定への統合
4. 能力開発による少数派民族に与える政治権力の強化
5. 新しい知識の精緻化による成長と発展

## 参照記事
- 言語復興（英語版）
- 危機に瀕する言語
- 国際言語年
- 国際母語デー
- 消滅危機言語の一覧
- 先住民族の権利に関する国際連合宣言
- 世界の先住民の国際デー